# Гоноболіна Ольга Чарльзівна
Ольга Чарльзівна Гоноболіна (нар. 17 травня 1963, Сухумі) — заслужений художник України, дизайнер, сценограф, графік, педагог, головний художник Херсонського обласного театру ляльок, доцент кафедри образотворчого мистецтва та дизайну Херсонського державного університету, член Національної спілки художників України, член Національної спілки театральних діячів України.

## Життєпис
Народилася в м. Сухумі (Абхазія) 17 травня 1963 року.
Батько – Чарльз Олексійович – російський ремісник з Ленінградської області, переселився до Абхазії в 1950-х роках. Сім'я Гоноболіних брала активну участь у мистецькому житті Сухумі. Старший брат Ольги, Олександр, захопився музикою і став скрипалем.
Ольга з дитинства любила малювати та ліпила забавні фігурки з глини. Турботливі батьки заохочували художні нахили дочки і водили її на виставки картин відомих художників.
У 1983 р. закінчила Сухумське художнє училище за спеціальністю «Викладач креслення і малювання».
У роки навчання брала участь у молодіжних виставках м. Сухумі, і республіканській виставці студентських робіт (м. Тбілісі).
1983—1988 — навчання у Вищому художньо-промисловому училищі ім. В. І. Мухіної (Санкт-Петербург) за спеціальністю «Дизайнер». Дипломна робота — спільний американсько-російський проект «Реабілітаційна зона відпочинку „Театр-атракціон“».
1988—1993 рр. — Працювала в бюро естетики на заводі РАФ (м. Рига, Латвія).
З 1993 — головний художник Херсонського обласного театру ляльок.
1995—1999 — за ангажементом запрошувалася художником-постановником в Херсонський обласний академічний музично-драматичний театр ім. М. Куліша і в Миколаївський обласний театр ляльок.
З 2000 р. — член Національної спілки художників України.
З 2003 р. — старший викладач живопису, малювання і декоративно-прикладного мистецтва кафедри образотворчого мистецтва Херсонського Державного університету.
Постійно співпрацює з обласною організацією Національної спілки письменників України та Херсонською обласною організацією Всеукраїнського товариства «Просвіта» ім. Тараса Шевченка у сфері ілюстрування книжок, буклетів.

## Роботи у театрі
Херсонський обласний театр ляльок
Художник-постановник
- 1993 — «Лускунчик» Ернста Теодора Амадея Гофмана; реж. Борис Чуприна
- 1994 — «Гонець у пекло» Мондзаемон Тікамацу; реж. В. Скакун
- 1994 — «Метелич і Бантик» І. та Я. Златопольські; реж. Борис Чуприна
- 1996 — «Аліса у Розчудесії» Льюїса Керролла; реж. Борис Чуприна
- 1996 — «Слон Хортон та пташка Мейзі» Д. Сьюз; реж. Борис Чуприна
- 2000 — «Пригоди Каштанчика» Льюїса Керролла; реж. Г. Комаров
- 2003 — «Не страшний нам сірий вовк»
- 2008 — «Дванадцять місяців» Самуїла Маршака
- 2010 — «Легенда про отамана Сірка»; реж. Г. Комаров

Художник по костюмах
- 1998 — лялькове шоу «Чарівна роза та привиди замку ХОТЛ» за сценарієм англійського театру «Пікаділі»; реж. Борис Чуприна, сценографія – Г. Рябінчук

Херсонський обласний академічний музично-драматичний театр ім. М. Куліша
Сценограф
- 2008 — «Три мушкетери»
- 2010 — «Фаворит, князь Потьомкін Таврійський»

## Персональні виставки
З 1993 р. бере участь в обласних та республіканських виставках.
- 2001 — виставка «Світ казки» в Херсонському художньому музеї ім. О. Шовкуненка
- 2001 — виставка, присвячена 30-річчю Херсонського обласного театру ляльок
- 2003 — персональна виставка «Графіка, ляльки»

## Нагороди
- 1994 — дипломант Міжнародного фестивалю «Інтерлялька-94» (м. Ужгород)
- 2001 — дипломант Міністерства культури і мистецтв України та Національної Спілки художників України
- 2009, 20 березня — «Заслужений художник України»[2]